# Piani del Bec
I Piani del Bec (le Pianure del Caprone) sono delle pianure situate nei boschi soprastanti il maggengo Mantegone, situato a 1000 m s.l.m. nel comune di Albosaggia, nella provincia di Sondrio.

## Leggenda
La storia del Bec (storia del caprone) è una leggenda nota agli albosaggesi tanto quanto la leggenda della Magada.
In base ai racconti, in queste pianure viveva un gigantesco e pericoloso caprone (il Bec, appunto) che minacciava i viandanti, i pastori e i loro animali. Pare che più di una volta gli uomini del paese si fossero coalizzati per uccidere il pericoloso animale, ma ogni volta che una spedizione partiva per la caccia, nessuno faceva più ritorno.
Infine, semplicemente, il caprone fu trovato morto presumibilmente di vecchiaia.